# Leif Mønsted
Leif Trier Mønsted (13. november 1931 i Ballerup – 2. august 1989) var en dansk skuespiller og producer.
Mønsted arbejdede freelance i DR 1965-1966 og var direktionssekretær og PR-ansvarlig for ASA Film Studio fra 1966. Han blev i 1967 leder af pladeselskabet ASA Records og af Kinopalæet. Fra maj 1968 blev han selvstændig producent, og fik i de kommende år også flere roller i spillefilm. Som skuespiller var han autodidakt.

## Filmografi

### Som producer
- Det er så synd for farmand (1968)
- Balladen om Carl-Henning (1969)
- Oktoberdage (1970)
- Det er nat med fru Knudsen (1971)

### Som skuespiller
- Oktoberdage (1970)
- Giv Gud en chance om søndagen (1970)
- Ang.: Lone (1970)
- Tjærehandleren (1971)
- Prins Piwi (1974)
- Familien Gyldenkål (1975)
- Hærværk (1977)
- Lille spejl (1978)
- Thorvald og Linda (1982)
- Den kroniske uskyld (1985)
- Himmel og helvede (1988)